# Acarodynerus rectangolum
Acarodynerus rectangolum är en stekelart som beskrevs av Giordani Soika 1977. Acarodynerus rectangolum ingår i släktet Acarodynerus och familjen Eumenidae. Inga underarter finns listade i Catalogue of Life.